# Liră (instrument)

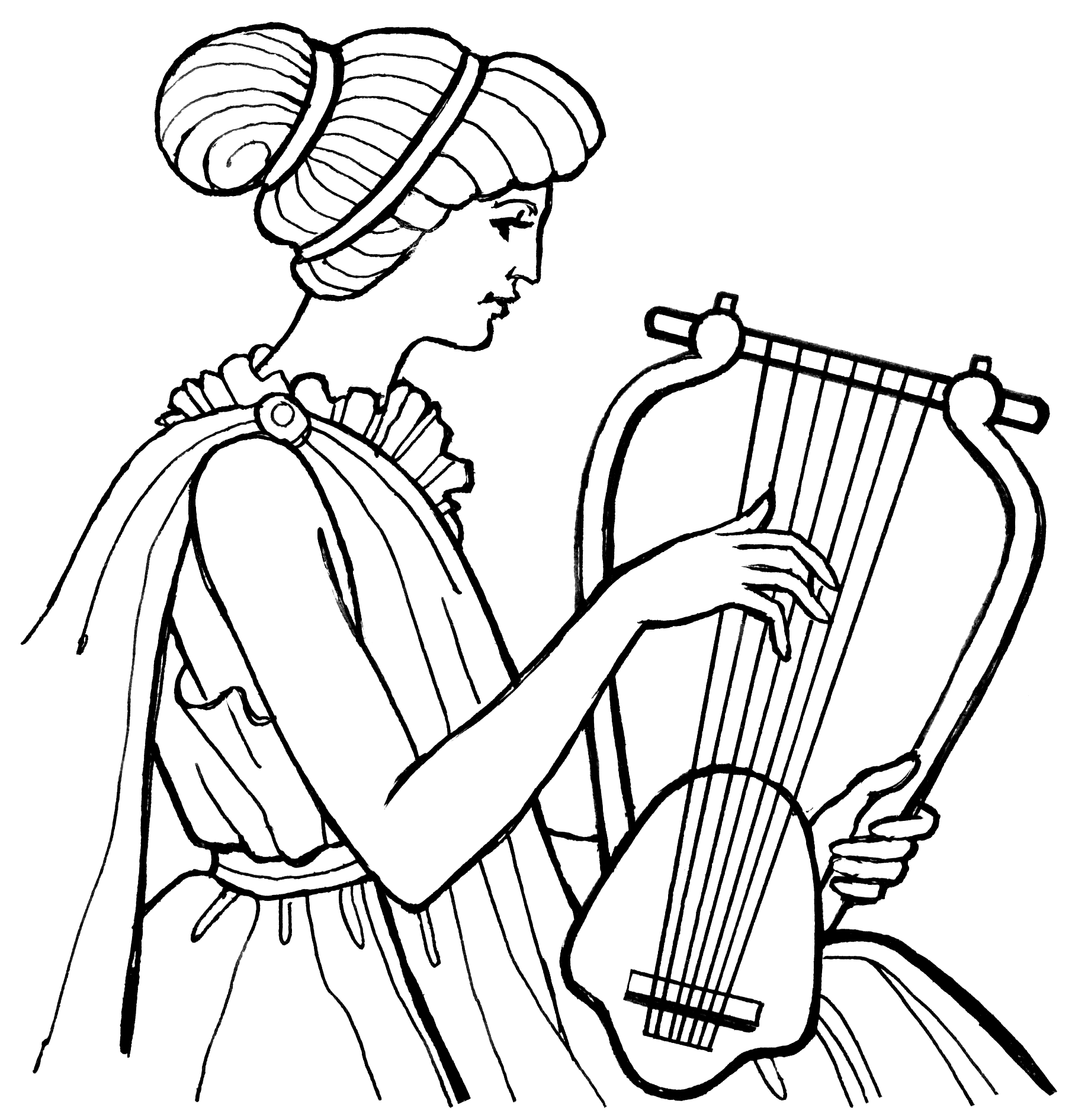
Femeie cântând la liră

Lira (din greacă λύρα) este un instrument muzical rudimentar, format dintr-o cutie de rezonanță, două brațe în formă de coarne și mai multe coarde, folosit, în antichitate, mai ales la acompaniere, când se recitau poeme.
Conform mitologiei grecești, instrumentul a fost creat de ingeniosul Hermes, mesagerul zeilor, atunci când a zărit pe o plajă o carapace de broască țestoasă, goală în interior. Din ea a confecționat lira, instrument asemănător cu harpa. Potrivit imnului homeric Către Hermes, I , Hermes Arcadianul a confecționat lira dintr-o carapace de broască țestoasă, înfigând în ea 7 tulpini retezate de trestie pentru susținerea coardelor din mațe de oaie și înfășurând cutia de rezonanță în piele de bou, brațele lirei fiind lucrate tot din trestie sau dintr-un lemn curbat.

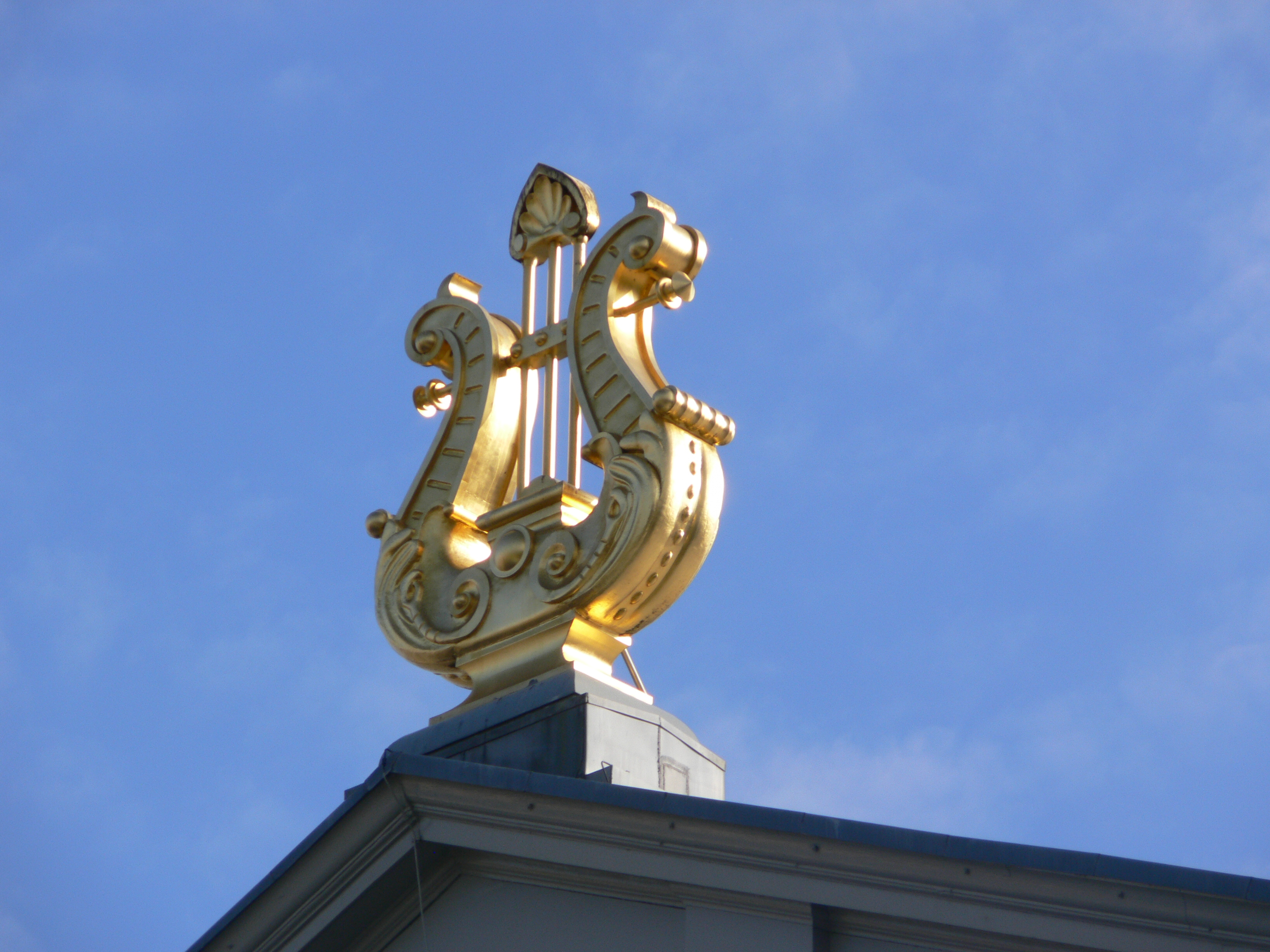
Lira ca element decorativ al clădirii Concertgebouw din Amsterdam

După Pindar, zeul Helios-Apollo i-a dăruit lira fiului său Orfeu, un cântăreț desăvârșit, care a devenit cu timpul arhetipul artistului. Atât era de talentat la cântul cu lira, că până și Pluto, zeul roman al împărăției subpământene, a plâns cu lacrimi de fier la auzul cântului său.
Reprezentări ale lirei s-au păstrat în picturi vechi din Egiptul antic, Mesopotamia și Palestina, folosite în ținutul în care locuiau israeliții în diferite perioade. Pe pictura murală de la Beni Hasan, care descrie sosirea în Egipt a 37 de amoriți din Canaan, pe la 1900 i.Hr., este reprezentat un bărbat care cântă dintr-o liră cu opt coarde întinse peste cutia de rezonanță și prinse de o bară transversală. Executantul trage peste coarde cu un plectron ținut în mâna dreaptă, folosind în același timp mâna stângă pentru a bloca acele coarde care nu trebuie să sune. Pe monede iudaice din secolul al 2-lea d.Hr. sunt desenate forme mai târzii ale lirelor palestiniene. Cutia lor de rezonanță are forma unui cazan sub un corp oval pe care sunt fixate capetele inferioare ale coardelor, împreună cu cadrul prezentând decorațiuni.
În cursul săpăturilor arheologice din 1929, în orașul Ur a fost descoperit un mormânt regal, vechi de peste 4500 ani, în care s-a găsit și o liră cu cutia de rezonanță din lemn de cedru acoperită cu 5000 de plăcuțe de calcar roz, lapis lazuli și sidef, fixate cu bitum din regiunea Hitt. Pe cutie era montat un cap de taur din aur. Brațele lirei erau împodobite cu sârmă de aur și argint.